# Wigger von Brandenburg

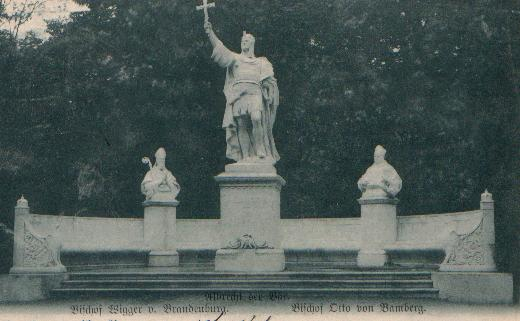
Ein Standbild Wiggers als Teil einer Denkmalgruppe an der Siegesallee in Berlin aus dem 19. Jahrhundert

Wigger von Brandenburg war von 1138 bis 1159 Bischof von Brandenburg. Er hat maßgeblich zur Wiederherstellung des Bistums nach dem Slawenaufstand von 983 beigetragen.

## Frühe Jahre
Wigger war Prämonstratenser und gehörte nach 1122 dem Kloster Cappenberg an. Im Gefolge des neuen Erzbischofs von Magdeburg und Gründer des Prämonstratenserordens Norbert von Xanten kam er, als Presbyter bezeichnet, nach Goslar. Er war Propst des Klosters Unserer Lieben Frauen in Magdeburg. Dieses war 1129 von Norbert von Xanten mit Prämonstratensern besetzt worden.

## Anfänge des Episkopats
Er wurde 1138 zum Bischof von Brandenburg gewählt. Geweiht wurde er von Erzbischof Konrad von Querfurt. Bei seiner Wahl dürfte König Konrad III. keine Rolle gespielt haben. Wigger trat damit ein ausgesprochen schwieriges Amt an. Das Bistum lag seit dem Slawenaufstand von 983 überwiegend im slawischen Einflussbereich. Der eigentliche Bischofssitz Brandenburg an der Havel und der östliche Teil des Bistums waren in slawischer Hand. Die Bischöfe geboten im Wesentlichen nur über ein Rumpfbistum. Sein Vorgänger Lambert war 1138 ermordet worden.
Wigger spielte eine wichtige Rolle bei der Wiederherstellung des durch den Wendenaufstand von in Mitleidenschaft gezogenen Bistums Brandenburg.
Als Prämonstratenser war er von der Notwendigkeit überzeugt, in der Welt wirken zu müssen. Er widmete sich der kirchlichen Organisation seines Bistums und war bestrebt, von Stützpunkten aus die Christianisierung voranzutreiben.
Um die materielle Basis seines Bistums zu sichern, stritt er kurz nach seiner Wahl mit Erzbischof Konrad von Magdeburg über Zehntrechte. Innozenz II. entschied 1139 zu Gunsten von Wigger, obwohl Konrad rechtlich gesehen eine stärkere Position hatte. Wigger war möglicherweise dazu eigens zum zweiten Laterankonzil nach Rom gereist. Zwar wurden die Zehntrechte des Erzbischofs grundsätzlich bestätigt, aber er hatte Wigger dafür beträchtlichen Ausgleich zu leisten. Auch König Konrad dürfte Wigger unterstützt haben. Der Streit um die Zehntrechte war damit nicht beendet. Er brach Anfang des 13. Jahrhunderts im Brandenburger Zehntstreit wieder aus.

## Königsdienst
Wigger und der Erzbischof erscheinen 1138 als Zeugen in einer Urkunde Konrads III. Während der Erzbischof sich später zu einem Gegner des Königs entwickelte, hatte Wigger ein gutes Verhältnis zu diesem.
Dafür spricht, dass er recht häufig in dessen Nähe anwesend war. Zum Erzbischof hatte er ein ambivalentes Verhältnis. Er war noch im Jahr 1138 im Heerlager des Königs bei der Belagerung von Nürnberg anwesend. Ein Jahr später nahm er an einem Hoflager in Straßburg teil. Im Oktober 1139 war er als einziger Großer, der nicht aus Schwaben oder Franken kam, in Markgröningen in der Nähe des Königs. Im Jahr 1142 war er in Frankfurt am Main dabei, als es zum Ausgleich zwischen dem König und Heinrich dem Löwen kam. Auch in der Folge war er mehrfach am Hofe. So war er Weihnachten 1144 in Magdeburg zugegen. Dort war er Zeuge, als über das Stader Erbe entschieden wurde. Davon profitierte auch Erzbischof Friedrich von Magdeburg. Wigger war 1147 auf dem Hoftag in Nürnberg vor dem Aufbruch des Königs zum Kreuzzug dabei. Nach der Rückkehr des Königs blieb er dessen Hof weitgehend fern, wahrscheinlich weil die Bemühungen um die Wiederherstellung des Bistums Brandenburg vorgingen. Auch unter Friedrich I. (Barbarossa) ist er weiter in Reichsangelegenheiten beim König und Kaiser zu finden, so etwa in der Reichsversammlung zu Weihnachten 1155 in Worms.

## Bistumspolitik
Er ließ 1138/39 die Marienkirche in Leitzkau erweitern und gründete dort aus Ordensbrüdern aus Magdeburg ein Prämonstratenserstift. Folgt man Gustav Abb und  Gottfried Wentz wurde das Stift allerdings bereits vor seiner Wahl von Norbert gegründet.
Weil der eigentliche Bistumssitz in Brandenburg in slawischer Hand war, erhielt das Stift in Leitzkau den Status eines provisorischen Domkapitels. Die Stiftsherren bekamen das Recht der Bischofswahl. Dabei sollten sie wenn möglich ein Mitglied aus dem eigenen Konvent, auf jeden Fall aber einen Prämonstratenser wählen. Im Fall einer Sedisvakanz hatte das Kapitel bis zur Wahl eines neuen Bischofs die Geschäfte zu führen. Neben dem Domkapitel wurde auch ein Archidiakonat eingerichtet. Diesem sollte der Stiftspropst als Stellvertreter des Bischofs vorstehen. Der Propst erhielt auch das Amt eines Erzpriesters.
Das Stift wurde 1140 dem Apostel Petrus als Schutzheiligen des Bistums geweiht. Vogt des Stifts wurde Albrecht der Bär. Dieser war auch Vogt des Mutterklosters in Magdeburg. Der Bau einer Klosteranlage mit einer imposanten Stiftskirche wurde zwischen 1142 und 1145 begonnen. Die Kirche wurde 1155 feierlich eingeweiht. Sie war der Jungfrau Maria geweiht. Anwesend waren unter anderem Erzbischof Wichmann von Magdeburg und Markgraf Albrecht der Bär.
Der christliche Hevellerfürst Pribislaw berief möglicherweise auf Drängen Wiggers oder um sein Gebiet vor dem Wendenkreuzzug zu bewahren 1147 Prämonstratenser aus Leitzkau zur Gründung eines Tochterstifts nach Parduin in unmittelbarer Nähe der Brandenburg. Tatsächlich verschonte der Wendenkreuzzug das Gebiet von Pribislaw.
Wigger nahm 1147 am Wendenkreuzzug teil. Allerdings sah er durch diesen seine friedlichen Aufbaubemühungen bedroht und es gelang ihm, den Kreuzzug aus seinem Bistum fernzuhalten. Nach dem Tod von Pribislaw 1150 übernahm Albrecht der Bär dessen Gebiet.
Sein Nachfolger Wilmar machte den Konvent in Parduin 1161 zum Domkapitel. Im Jahr 1165 konnte das Kapitel seinen Sitz auf die Brandenburg verlegen.
Für den Todestag Wiggers gibt es verschiedene Angaben. Am wahrscheinlichsten ist der 4. Januar 1161. Bischof Wigger wurde nach einer Quelle am 31. Dezember 1159 In Leitzkau begraben. „... er saß auf dem bischöflichen Stuhl 21 Jahre 4 Monate und 17 Tage“ (Heinrich von Antwerpen: Tractatus de captione urbis Brandenburg). Eine Statue von ihm gehörte zu einer Denkmalgruppe um Albrecht dem Bären an der Siegesallee in Berlin.